# Kościół św. Jana Chrzciciela i św. Franciszka z Asyżu w Bychawie
Kościół świętego Jana Chrzciciela i świętego Franciszka z Asyżu – rzymskokatolicki kościół parafialny należący do dekanatu Bychawa archidiecezji lubelskiej.
Budowa nowej murowanej świątyni rozpoczęła się w 1603 roku. Prace budowlane zakończyły się w 1639 roku. W dniu 14 listopada 1639 roku kościół został konsekrowany przez biskupa Tomasza Oborskiego. Świątynia była wielokrotnie restaurowana - m.in. na początku XIX wieku, w 1897 roku, po I wojnie światowej i w latach 60. XX wieku. W latach 1988–1994 kościół został rozbudowany.

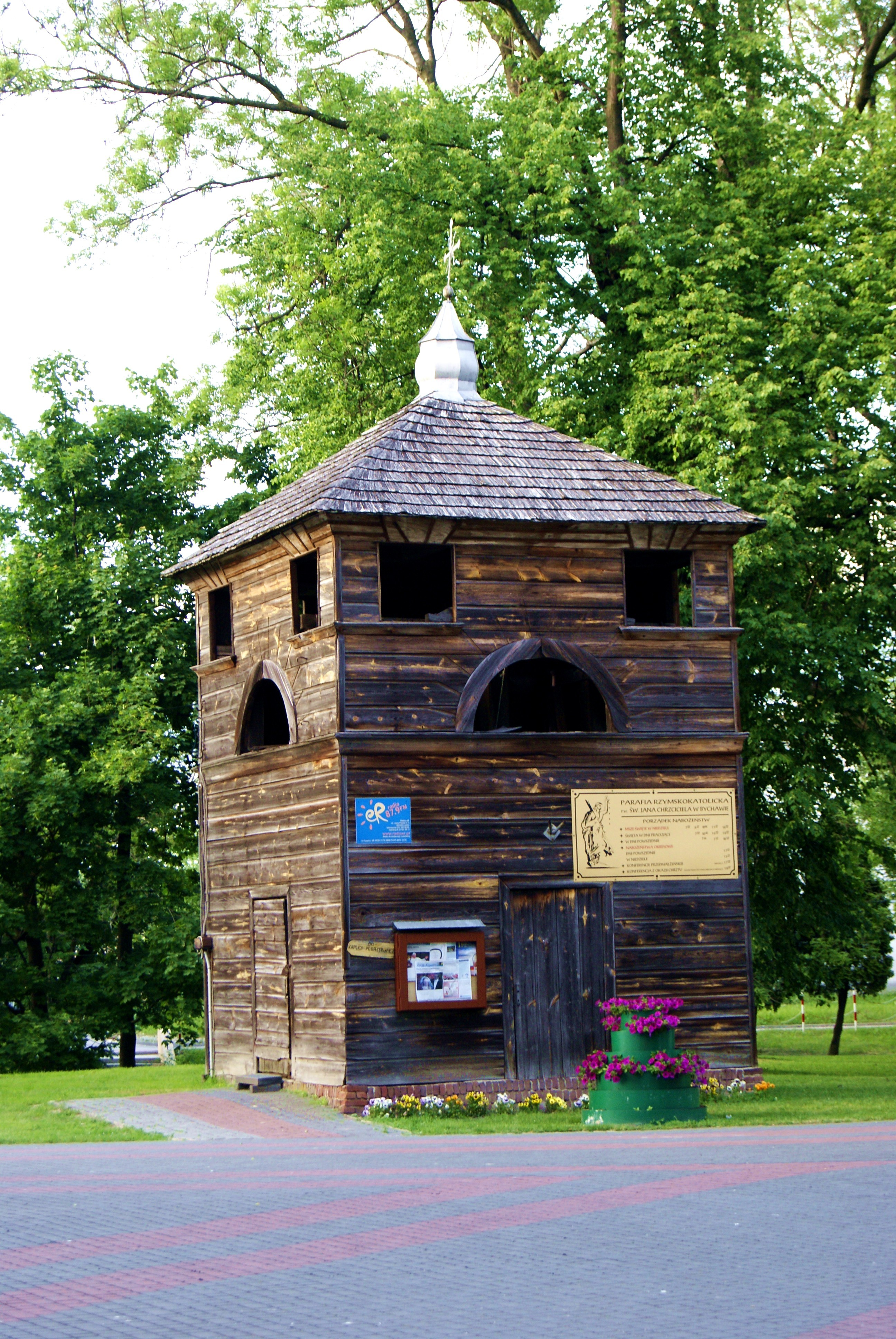
Dzwonnica

Jest to budowla wzniesiona z cegły i kamienia, na planie krzyża, reprezentująca styl późnorenesansowy. Świątynia posiada jedną nawę i jest otynkowana. Przy prezbiterium od strony północnej jest umieszczona mała kruchta, od strony południowej - zakrystia. Przy nawie znajdują się dwie kaplice wzniesione na planie kwadratu (wybudowane zapewne w XVIII wieku), nad nawą jest umieszczona wieżyczka na sygnaturkę. Sklepienie jest kolebkowe, natomiast posadzka jest wykonana z marmuru. Ołtarz główny reprezentujący styl klasycystyczny powstał w XIX wieku, a w nim jest umieszczona kopia obrazu Jakuba Collata "Chrzest Chrystusa" (namalowana przez Andrzeja Olesia z Krakowa w 1953 roku). W kaplicach znajdują się cztery ołtarze boczne (św. Antoniego, św. Stanisława Kostki, św. Mikołaja, św. Franciszka). Na chórze muzycznym umieszczone były organy z 1896 roku, powiększone o 20 głosów w 1965 roku.